# Суринамска рогата жаба
Суринамската рогата жаба (Ceratophrys cornuta), известна също като Амазонска рогата жаба, е едър вид жаба от семейство Жаби свирци (Leptodactylidae) достигаща на големина от 7,2 до 20 cm (без задните крайници). Обитава влажните тропически гори в северната част на Южна Америка, близо до реки и езера.

## Описание
При този вид жаби има изразен полов диморфизъм. Обикновено мъжките екземпляри достигат на големина до 72 mm, при тегло около 60 грама, а женските са доста по-големи и достигат до 120 mm при теглото от 130 грама. Тези жаби имат широко и закръглено тяло. Мъжките имат кафяв, жълт или зелен гръб, а понякога всички тези цветове едновременно. Гърбът на женските е най-често кафяв. Коремът е жълтеникаво-бял в средата, ограден от жълти и червено-кафяви петна, а краката са кафеникави с бледо-жълти петна по тях. Имат изключително широка уста, и два рога разположени непосредствено над очите.

## Разпространение и местообитание
Този вид се среща в тропическите влажни гори на Амазонка до 400 m надморска височина:
- в северната част на Боливия;
- в западната част на Бразилия;
- в югоизточната част на Колумбия;
- в източната част на Еквадор;
- в Гвиана;
- в източната част на Перу;
- в Суринам;
- в южната част на Венецуела.

## Хранене
Суринамските рогати жаби са нощни видове, които ловуват плячката си от засада. Хранят се с членестоноги, като мравки и бръмбари, както и с други земноводни, дребни влечуги и бозайници, като гущери и мишки.

## Размножаване
Възпроизвеждането се извършва след проливните дъждове, особено около началото на дъждовния сезон през ноември. Женските снасят около 300-600 яйца, които се излюпват след 3-25 дни. Поповите лъжички се превръщат в жаби след около 3 месеца. Половата зрялост се достига след 3 до 4 години.